# Profesor Emérito UNAM
El Profesor Emérito o Investigador Emérito, Profesora Emérita o Investigadora Emérita, es un reconocimiento, otorgado desde 1941, a la labor del personal académico que ha prestado al menos 30 años de servicio de manera sobresaliente a la Universidad Nacional Autónoma de México, es designado como por el H. Consejo Universitario de la misma.

## Proceso
Según la Legislación Universitaria, el Estatuto General y el Estatuto del Personal Académico:
Son profesores o investigadores eméritos, aquellos a quienes la Universidad honre con dicha designación por haberle prestado cuando menos 30 años de servicios, con gran dedicación y haber realizado una obra de valía excepcional”. El requisito de obra de valía excepcional implica que el candidato, además de haber desarrollado su labor académica con gran dedicación y perseverancia, evidencie cualidades extraordinarias en la formación de recursos humanos, en la generación, transformación, consolidación o transmisión del conocimiento y de la cultura, así como en el establecimiento, ejercicio o desarrollo de un campo del conocimiento o de la cultura, considerando el contexto en el que se desarrolló su obra y que cuente con gran reconocimiento en la comunidad de su disciplina.
La evaluación de las candidaturas las realiza el Consejo Universitario a través de la Comisión del Mérito Universitario, previa opinión de la Comisión de Trabajo Académico, tomando en cuenta la semblanza y antecedentes académicos de la candidatas, las cuales incluyen formación disciplinaria y profesional: actividades relevantes, experiencias académicas, participación en programas académicos de la Institución, aportaciones en la docencia, investigación, creación y difusión de la cultura, producción académica (impacto, trascendencia, relevancia, pertinencia, creatividad, originalidad, beneficiarios), publicaciones, patentes, diseños, materiales educativos, distinciones recibidas (nacionales e internacionales), entre otras. 
Además del galardón y la difusión de la obra del personal académico en publicaciones y medios de comunicación universitarios, desde 1990 se entrega un reconocimiento económico para <<velar por el bienestar de este personal de valía excepcional>> a través del Programa de Estímulos y Reconocimiento al Personal Académico Emérito.